# Jean-Luc Lagardère
Jean Lucien Lagardère, más conocido como Jean-Luc Lagardère (Aubiet, 10 de febrero de 1928-París, 14 de marzo de 2003) fue un empresario francés, fundador del conglomerado Lagardère.

## Biografía
Jean-Luc Lagardère nació en Aubiet. Cuando tenía 12 años su familia se trasladó a París porque el padre, funcionario del estado, había sido nombrado director financiero de la Oficina Nacional de Estudios e Investigaciones Aeroespaciales (ONERA). Al mudarse fue inscrito en el liceo de Saint-Louis, uno de los colegios más prestigiosos de la capital, y después cumplió el servicio militar en la Escuela Naval. Luego ingresó en la Escuela Superior de Electricidad (Supélec) y obtuvo la diplomatura en ingeniería en 1951. De ahí trabajó durante diez años en el departamento de electrónica de Dassault Aviation.
En 1963 fue nombrado consejero delegado de la aeronáutica Matra por petición de su presidente, Marcel Chassagny, y con el acuerdo del máximo accionista, Sylvain Floirat. Cuando llegó, Matra solo trabajaba para el ejército francés. Lagardère se atrevió a diversificar el negocio a otros sectores como las telecomunicaciones civiles, transporte, alta tecnología y automoción, convirtiéndola en un referente de la investigación y desarrollo. En 1977 asumió la dirección general. Y aunque Matra fue parcialmente nacionalizada en 1981 por su negocio en Defensa, retomó el control cuando fue reprivatizada en 1987.
Lagardère también mostró gran interés por los medios de comunicación. En 1974 se hizo con una participación mayoritaria en la radio Europe 1, que a partir de 1986 pasó a controlar por completo. Y en 1981 selló una alianza con el editor Daniel Filipacchi para comprar Hachette, editora de la revista Elle entre otras 30 publicaciones.
A finales de la década de 1980 intentó meterse en la televisión comercial. Después de su fallido intento por adquirir TF1, en 1990 se hizo con La Cinq a través de Hachette. Su objetivo era reflotar el negocio de un canal con graves problemas financieros. Sin embargo, acabó acumulando 2000 millones de francos en pérdidas y Lagardère tuvo que reestructurar la deuda de todas sus empresas. Finalmente, La Cinq desapareció en abril de 1992.
El 5 de mayo de 1992 Lagardère confirmó la unión de Matra y Hachette en un conglomerado empresarial, el Grupo Lagardère. Ambas marcas mantuvieron su identidad anterior.
En julio de 2000 su filial Aérospatiale-Matra fue una de las fundadoras de la European Aeronautic Defence and Space (EADS), actual Airbus Group. En aquella época se trataba de la compañía más importante de la Unión Europea en su especialidad.
Jean-Luc Lagardère falleció el 14 de marzo de 2003, a los 75 años, por una infección vírica derivada de una operación de cadera. Su hijo Arnaud Lagardère asumió el control del conglomerado.

## Deporte
Lagardère estuvo muy vinculado al deporte francés a través de su filial Matra Sports.
La escudería Matra compitió en la Fórmula 1 entre 1965 y 1974, incluyendo el campeonato de Jackie Stewart en la temporada 1969, y se proclamó vencedor de las 24 Horas de Le Mans en tres ediciones consecutivas. Entre los pilotos que corrieron con Matra se encuentran Henri Pescarolo, Gérard Larrousse y Graham Hill. 
Su otra gran pasión fueron las carreras de caballos; desde 1981 hasta su muerte fue propietario del Haras d'Ouilly, dónde criaba sus caballos. Fue un importante propietario de caballos en Francia y en 1998 ganó el Prix de l'Arc de Triomphe con Sagamix . Fue presidente de France Galop desde su fundación en 1995 hasta la muerte de Lagardère en 2003.
Entre 1982 y 1989 fue propietario de un club de fútbol, el Racing Club de París. Aunque Lagardère invirtió mucho dinero para convertirlo en el referente de la capital, terminó deshaciéndose de él al no conseguir sus objetivos.